# Крест Заслуг айзсаргов
Крест Заслуг айзсаргов (латыш. Aizsargu Nopelnu krusts) — ведомственная награда Латвийской Республики. Учреждена в 1927 году. Вручалась наиболее отличившимся членам организации айзсаргов, военным, гражданским, государственным и общественным деятелям Латвии, а также иностранным гражданам.

## История
Положения о награде, называвшейся «Крест почёта», были разработаны Министерством внутренних дел Латвии ещё в 1924 году, однако не были приняты. А в 1927 годы были приняты положения о награде креста Заслуг, являвшегося наградой латвийской военизированной Организации Защитников Латвии (латыш. Latvijas Aizsargu Organizācija). Крестом заслуг награждались защитники (айзсарги), проработавшие в организации не менее 5 лет, за героические поступки, либо активное участие в деятельности организации и отличную подготовку, а также гражданские служащие, государственные и общественные деятели, военнослужащие и иностранные граждане. Одновременно с Крестом Заслуг была учреждена медаль айзсаргов «За усердие» (Par centību).
Награду присваивало правление, состоявшее из начальника айзсаргов и по одному выборному представителю айзсаргов из каждого уезда (всего 19). Награждение утверждалось министром внутренних дел. С принятием 12 июля 1938 г. Закона об орденах и знаках отличия награждение Знаком и медалью айзсаргов утверждалось Орденским капитулом.
По предложению руководства айзсаргов, награда была утверждена Министром внутренних дел страны. Крест вручался до 20 марта 1939 года, когда, согласно Закону об орденах и знаках отличия, было запрещено награждение знаками, которые внешне и по порядку ношения не отличались от государственных орденов и знаков отличия. Ранее выданные награды разрешалось носить и впоследствии.

## Описание
Награда представляет собой белый огненный крест (свастику) из серебра 875-й пробы, с красным ромбом в центре, наложенный на дубовый венок зелёного цвета. На красном ромбе — изображение выходящей справа руки с мечом, золотистого цвета. Оборотная сторона гладкая.
Размер креста: 40 x 40 мм, носился на репсовой ленте шириной 35 мм.
Автор дизайна: художник Рейнхолдс Каспарсонс (1889—1966).
| Крест | Оборотная сторона |
| ----- | ----------------- |
|       |                   |
|       |                   |